# بانهولت
بانهولت (به هلندی: Banholt) یک منطقهٔ مسکونی در هلند است که در ایسدن-مارخراتن واقع شده‌است. بانهولت ۱٬۰۰۴ نفر جمعیت دارد.